# Эшли Кафка
Доктор Эшли Кафка (англ. Ashley Kafka) — персонаж американских комиксов издательства Marvel Comics, созданная Дж. М. ДеМаттеисом и Сэлом Бушемой. Наиболее известна как одна из второстепенных персонажей в жизни Человека-паука. Героиня была основана на терапевте-гипнотизёре Фрайде Кафке. Она работала психиатром в Институте Рэйвенкрофт для душевнобольных преступников. После того, как Кафка погибла от руки Карнажа, на основе её ДНК были созданы два клона, одна из которых стала Королевой гоблинов (англ. Queen Goblin).
На протяжении многих лет с момента её первого появления в комиксах героиня появлялась в других медиа продуктах, в том числе мультсериалах и видеоиграх. В фильме «Новый Человек-паук: Высокое напряжение» 2014 года появилась мужская версия персонажа в исполнении Мартона Чокаша.

## История публикаций
Эшли Кафка дебютировала в комиксе The Spectacular Spider-Man #178 (Июль, 1991) и была создана сценаристом Дж. М. ДеМаттеисом и художником Сэлом Бушемой.

## Биография вымышленного персонажа
Эшли Кафка родилась в Нью-Йорке, где жила вместе со своей матерью и сестрой Нормой, которая появилась на свет с серьёзными врождёнными дефектами лица, а также отклонениями в умственном развитии. Кафка заботилась о Норме на протяжении всей своей молодости. Когда их мать умерла, Эшли было 19 лет, и Норму поместили в психиатрическую больницу, где она умерла вскоре после этого. Затем Кафка поступила в Университете Эмпайр-Стейт, где изучала психологию и получила докторскую степень.
Эшли стала профессиональным психологом, специализирующимся на душевнобольных преступниках, и основала санаторий строгого режима под названием Институт Рэйвенкрофт, где занималась лечением суперзлодеев. Доктор Кафка была убита Карнажем во время его побега из лечебницы.
В минисерии Ben Reilly: Spider-Man было раскрыто, что Эшли знала о тайне личности Питера Паркера, поскольку тот обратился к ней за помощью в борьбе с убеждением, что он был клоном Человека-паука, а не настоящим Паркером.

### Первый клон
Во время сюжетной линии Dead No More: The Clone Conspiracy Шакал создал клона Эшли Кафки, который впоследствии распался из-за недолговечности.

### Второй клон
В ограниченной серии Ravencroft Норман Озборн создал второго клона Эшли Кафки, чтобы вернуть Джону Джеймсону способность превращаться в Человека-Волка.
Во время сюжетной арки Sins Rising, возрождённый Пожиратель грехов использовал силы Мистера Негатива, чтобы обратить во зло Эшли Кафку и использовать её для освобождения Джаггернаута из камеры, намереваясь украсть его силы.
Когда Норман Озборн оправился от нападения Пожирателя грехов, которое очистило его от грехов, и полиция арестовала последователей Пожирателя грехов в начале арки Last Remains, он рассказал клону Эшли Кафки, что Киндеродом был Гарри Озборн. Не желая отдавать его полиции, Кафка привела Нормана в свой офис, где тот признался во всех своих грехах. Когда Норман продолжил утверждать, что Гарри — Киндред, который продолжит мстить если его не остановить, Кафка предложила Озборну-старшему заручиться поддержкой кого-то, кто может повлиять на его сына. Когда Мэри Джейн Уотсон догнала Нормана и напала на него, тот раскаялся в своих преступлениях, тогда как Кафка подтвердила поглощение его грехов Пожирателем грехов. Выслушав версию Озборна, Мэри Джейн заявила, что недавно видела Гарри живым.
В сюжетной арке Beyond, Кафка начала работать в организации, занимающейся созданием супергероев под названием «Beyond Corporation». Также она была назначена терапевтом Бена Рейли. Во время одного из сеансов терапии с Рейли доктор Кафка узнала, что Бен потерял веру в «Beyond Corporation» после боя с Доктором Осьминогом. Таким образом Эшли установила, что воспоминания Бена были подделаны «Beyond Corporation». Каким-то образом получив грехи Нормана Озборна, «Beyond Corporation» объединила их с Эшли Кафкой, в результате чего она мутировала в Королеву гоблинов. Получив некоторые технологии гоблина, она отправилась за Джанин Гудби, сбежавшей из штаб-квартиры «Beyond Corporation», приобретая больше информации из диска, который содержал важную информацию об истинных планах корпорации. Джанин встретилась с Мэри Джейн Уотсон в Daily Bugle в тот момент, когда на них напала Королева гоблинов. Прибывший Бен Рейли вступил в конфронтацию с Королевой гоблинов, тогда как диск с информацией был уничтожен во время сражения. В то время как Бен доставлял Джанин в безопасное место, Мэри Джейн осталась лицом к лицу с Королевой гоблинов, однако на помощь к ней прибыли Чёрная кошка и Человек-паук. В дальнейшем Королева гоблинов выбрала Нормана Озборна своей следующей целью.

## Силы и способности
Эшли Кафка — эксперт в области психологии. Навыки и интеллект доктора передались созданным на основе её ДНК клонам.
В качестве Королевы гоблинов, второй клон Эшли Кафки вобрала в себя грехи Нормана Озборна, в результате чего она приобрела вид гоблина с красной кожей, а также сверхсилу их носителя. Также она получила доступ к Взгляду гоблина, который заставляет любого человека в поле её зрения испытать психологические травмы прошлого. Она передвигается на глайдере гоблинов и владеет высокотехнологичным тыквенным скипетром.

## Вне комиксов

### Телевидение
- В мультсериале «Человек-паук» 1994 года доктора Эшли Кафку озвучила Барбара Гудсон[26]. Подобно классической версии из комиксов, она работает терапевтом в Рэйвенкрофте, а также является возлюбленной Эдди Брока, одного из её пациентов. Она появляется в эпизодах «Возвращение Венома» и «Карнаж». Также Кафка играет второстепенную роль в эпизоде «Свадьба», где лечит Гарри Озборна.
- Элиза Габриэлли озвучила Эшли Кафку в мультсериале «Новые приключения Человека-паука» 2008 года[27]. По сюжету, именно она основала Институт Рэйвенкрофте, после чего стала работать там терапевтом. Она лечит многих безумных суперзлодеев, таких как Электро и Доктор Осьминог.

### Кино
- Героиня, переименованная в Рэйчел Кафку, присутствовала в черновом варианте сценария Дэвида Гойера по так и не снятому фильму «Веном» 1997 года. Она должна была стать возлюбленной Эдди Брока[28].
- Мужская версия персонажа в исполнении актёра Мартона Чокаша появляется в фильме «Новый Человек-паук: Высокое напряжение» 2014 года[4]. Здесь он является врачом немецкого происхождения и ведущим сотрудником Института Рэйвенкрофт для душевнобольных преступников, контролируемого коррумпированной научной корпорацией «Озкорп». Он проводит бесчеловечные эксперименты над Электро до тех пор, пока Гарри Озборн не пробирается в Рэйвенкрофт и не освобождает пленника, который, в свою очередь, подвергает Кафку тем же пыткам.

### Видеоигры
Доктор Кафка появляется в игре The Amazing Spider-Man 2 2014 года. Здесь он также изображается как врач мужского пола, работающий на Рэйвенкрофт, где он стоит за различными незаконными генетическими экспериментами над пациентами, финансируемыми Кингпином и Дональдом Менкеном. Он экспериментирует с Клетусом Кэседи и симбиотом Карнажем, однако впоследствии Кэссиди получает контроль над симбиотом и, выбравшись на свободу, хватает доктора за горло.